# Patrick Grandmaitre
Patrick Grandmaitre (* 20. März 1979 in Hull, Québec) ist ein ehemaliger kanadischer Eishockeyspieler, der zuletzt beim ETC Crimmitschau in der 2. Eishockey-Bundesliga spielte. Grandmaitre war Rechtsschütze und agierte als Stürmer.

## Karriere
Grandmaitre begann seine Karriere in der Saison 1995/96 bei den Victoriaville Tigres in der Québec Major Junior Hockey League, wo er vier Spielzeiten spielte und dabei 1999 bester Scorer des Teams wurde. Den gleichen teaminternen Titel erreichte er ein Jahr später bei den Québec Remparts.
Nach der Saison wechselte Grandmaitre für die nächsten fünf Jahre an die Saint Francis Xavier University mit einem kurzen Gastspiel für die Idaho Steelheads in der ECHL, bevor er 2005 nach Deutschland zum ESV Kaufbeuren kam. Eine Spielzeit später verpflichteten die Schwenningen Wild Wings den Center und in der Saison 2007/08 stürmte der Kanadier für den SC Bietigheim-Bissingen.
Während der Saison wechselte Grandmaitre zum Ligarivalen ETC Crimmitschau, für die er bis zur Saison 2008/09 stürmte. Nach der Saison beendete er seine spielerische Laufbahn, um in seiner kanadischen Heimat dem Beruf des Lehrers nachzugehen.

## Karrierestatistik
(Legende zur Spielerstatistik: Sp oder GP = absolvierte Spiele; T oder G = erzielte Tore; V oder A = erzielte Assists; Pkt oder Pts = erzielte Scorerpunkte; SM oder PIM = erhaltene Strafminuten; +/− = Plus/Minus-Bilanz; PP = erzielte Überzahltore; SH = erzielte Unterzahltore; GW = erzielte Siegtore; 1 Play-downs/Relegation; Kursiv: Statistik nicht vollständig)